# Poświętne (Zakrzewko)
Poświętne – przysiółek wsi Zakrzewko w Polsce, położony w województwie wielkopolskim, w powiecie nowotomyskim, w gminie Zbąszyń.
Pod koniec XIX wieku Poświętne było folwarkiem w powiecie międzyrzeckim. Było tu tylko jedno gospodarstwo z 11 mieszkańcami. Właścicielem folwarku było probostwo w Zbąszyniu.
W latach 1975–1998 przysiółek administracyjnie należał do województwa zielonogórskiego.